# Bahnhof Neubrücke (Nahe)
Der Bahnhof Neubrücke (Nahe) ist ein wichtiger Bahnhof im rheinland-pfälzischen Landkreis Birkenfeld. Der Bahnhof liegt an der Nahetalbahn und war von 1880 bis 1991 Endpunkt der Birkenfelder Kreisbahn in die Kreisstadt Birkenfeld. Er wurde im Zuge der Verlängerung der Nahetalbahn von Idar-Oberstein nach Neunkirchen (Saar) am 26. Mai 1860 eröffnet.

## Lage

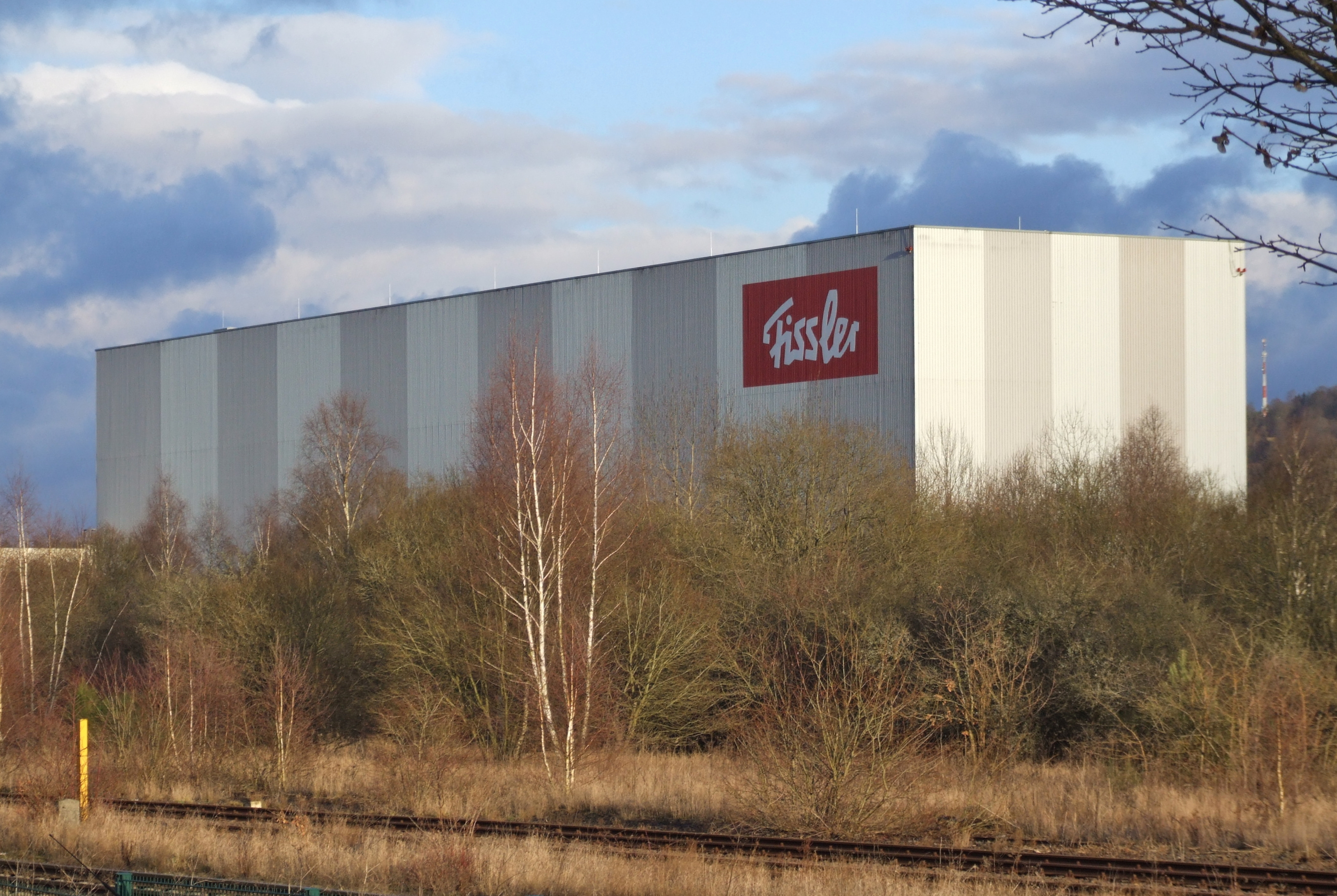
Blick vom Bahnhofsparkplatz über die Gleise zum Hochregallager des Kochgeschirrherstellers Fissler

Der Bahnhof Neubrücke befindet sich im Südosten von Neubrücke (Nahe). Seine Adresse lautet Saarstraße 19. Das Empfangsgebäude steht unter Denkmalschutz.

## Geschichte
Im Zuge der Verlängerung der Nahetalbahn von Idar-Oberstein über Heimbach, Neubrücke, Türkismühle und St. Wendel nach Neunkirchen (Saar) am 26. Mai 1860 wurde der Bahnhof Neubrücke (Nahe) unter der Bezeichnung Birkenfeld-Neubrücke eröffnet, später in Neubrücke (Birkenfeld) umbenannt.
Am 15. Oktober 1880 erfolgte die Eröffnung einer Stichbahn von Neubrücke nach Birkenfeld, wodurch die Anbindung der Kreisstadt an die Nahetalbahn und somit an das überregionale Eisenbahnnetz sichergestellt war. Bauherr dieser Strecke war die Birkenfelder Lokalbahn GmbH.
Nach dem Ende des Zweiten Weltkrieges verlor die Birkenfelder Lokalbahn an Bedeutung, da der Handel mit dem nahegelegenen abgetrennten Saargebiet eingeschränkt war. Diese Krise wurde erst in den 1950er Jahren überwunden. Ab den 1960er Jahren wurden mehrere parallel verlaufende Buslinien eingerichtet.
Wirtschaftliche Probleme bei der DEGUSSA AG und der Birkenfelder Ziegelei, welche Teilhaber der Eisenbahn waren, in den 1970er und 1980er Jahren sowie abnehmende Fahrgastzahlen führten schließlich zur Stilllegung und zum Abbau der Strecke. Die Gesamtstilllegung erfolgte zum 30. September 1991. Der Personenverkehr kam bereits 1962 zum Erliegen. Anschließend wurde die gesamte Infrastruktur demontiert und ein Radweg auf der ehemaligen Trasse eingerichtet.
Die Nahetalbahn wurde zwischen Türkismühle und Neubrücke im Sommer 2014 elektrifiziert und dazu sechs Wochen lang gesperrt. Seitdem verkehren die zuvor in Türkismühle endenden Regionalbahnen der Linie RB 73 weiter bis nach Neubrücke. In dem Zusammenhang wurde auch der Bahnhof modernisiert und die Bahnsteige erneuert.

## Empfangsgebäude
Das Empfangsgebäude des Neubrücker Bahnhofs steht laut rheinland-pfälzischem Denkmalschutzgesetz unter Denkmalschutz. Es handelt sich um einen ein- und zweigeschossigen sandsteingegliederten Backsteinbau, welcher um 1860 errichtet wurde.

## Verkehr
Neubrücke ist Halt der Regional-Express-Linie RE 3 von Frankfurt bzw. Mainz nach Saarbrücken sowie der Regionalbahnen von Neubrücke nach Saarbrücken (RB 73). In den werktäglichen Hauptverkehrszeiten enden beziehungsweise beginnen einzelne Regionalbahnen der Linie RB 33 von und nach Idar-Oberstein/Kirn in Neubrücke.
Die Strecke Saarbrücken–Mainz ist von Saarbrücken bis Neubrücke elektrifiziert.
Bis 2014 verkehrten auf der Regional-Express-Linie RE 3 Neigetechnikzüge der Baureihe 612, seit dem Betreiberwechsel im Dezember 2014 setzt vlexx Züge des Typ LINT 54 und 81 ein.
Auf dem Abschnitt Neubrücke (Nahe)–Saarbrücken verkehrt die Regionalbahnlinie RB 73 mit Elektrotriebwagen vom Typ Talent 3 und auf dem Abschnitt Neubrücke–Idar-Oberstein(–Mainz) die Linie RB 33 mit Zügen des Typs LINT 54 und 81.
| Linie                    | Strecke | Takt |
| ------------------------ | --- | --- |
| RE 3                     | (Frankfurt (Main) Hbf –) Mainz Hbf – Bad Kreuznach – Neubrücke (Nahe) – Türkismühle – St. Wendel – Neunkirchen (Saar) – Saarbrücken Hbf | Stundentakt (bis Mainz), Zweistundentakt (bis Frankfurt)                                                              |
| RB 33                    | (Kirn –) Idar-Oberstein – Heimbach – Neubrücke (Nahe)                                                                                   | einzelne Züge in den Hauptverkehrszeiten; verkehrt zwischen Kirn bzw. Idar-Oberstein und Heimbach gemeinsam mit RB 34 |
| RB 73                    | Neubrücke (Nahe) – Türkismühle – St. Wendel – Ottweiler (Saar) – Neunkirchen (Saar) – Sulzbach (Saar) – Saarbrücken Hbf                 | Stundentakt |
| Stand: 10. Dezember 2023 | | |